# Marceli Bogusławski
Marceli Bogusławski (Opoczno, 7 settembre 1997) è un ciclista su strada, ciclocrossista e mountain biker polacco che corre per l'ATT Investments.

## Palmarès

### Strada
- 2019 (Wibatech Merx 7R, una vittoria)

Prologo Carpathian Couriers Race (Lublino > Lublino, cronometro)
- 2020 (Wibatech Merx 7R, una vittoria)

Prologo Tour Bitwa Warszawska (Varsavia > Varsavia, cronometro)
- 2021 (HRE Mazowsze Serce Polski, due vittorie)

Prologo International Tour of Rhodes (Rodi > Rodi, cronometro)
Prologo Tour of Bulgaria (Sofia > Sofia, cronometro)
- 2022 (HRE Mazowsze Serce Polski, otto vittorie)

1ª tappa Tour of Thailand (Mukdahan > Mukdahan)
Grand Prix Nasielsk-Serock
Prologo Tour of Estonia (Tallinn > Tallinn, cronometro)
Visegrad 4 Bicycle Race-Grand Prix Poland
1ª tappa Dookoła Mazowsza (Teresin > Teresin)
Classifica generale Dookoła Mazowsza
Prologo Tour of Bulgaria (Sofia > Sofia, cronometro)
4ª tappa Tour of Bulgaria (Sliven > Burgas)
- 2023 (Alpecin-Deceuninck Development Team, tre vittorie)

Prologo Tour du Pays de Montbéliard (Courcelles-lès-Montbéliard > Courcelles-lès-Montbéliard, cronometro)
5ª tappa Course Cycliste Solidarnosc et des Champions Olympiques (Ostrowiec Świętokrzyski > Stalowa Wola)
4ª tappa, 2ª semitappa Sibiu Cycling Tour (Sibiu > Sibiu, cronometro)
- 2025 (ATT Investments, sette vittorie)

Prologo Istrian Spring Trophy (Orsera > Orsera, cronometro)
3ª tappa Tour du Loir-et-Cher (Beauce-la-Romaine > Naveil)
4ª tappa Tour du Loir-et-Cher (Fraisans > Mont Poupet)
1ª tappa Tour of Estonia (Tallinn > Tartu)
3ª tappa Course Cycliste Solidarnosc et des Champions Olympiques (Jasło > Mielec)
Classifica generale Course Cycliste Solidarnosc et des Champions Olympiques
Memoriał Andrzeja Trochanowskiego

#### Altri successi
- 2021 (HRE Mazowsze Serce Polski)

Classifica scalatori Tour of Estonia
- 2022 (HRE Mazowsze Serce Polski)

1ª tappa Belgrado-Banja Luka (Belgrado > Belgrado, cronosquadre)
Classifica a punti Dookoła Mazowsza
- 2025 (ATT Investments)

Classifica a punti Tour du Loir-et-Cher
Classifica a punti Course Cycliste de Solidarnosc et des Champions Olympiques

### Cross
- 2013-2014

Campionati polacchi, Junior

### Mountain bike
- 2014

Campionati polacchi, Cross country Junior
- 2016

Campionati polacchi, Cross country Under-23

## Piazzamenti

### Competizioni mondiali
- Campionati del mondo di ciclocross

Tábor 2015 - Junior: 31º
Heusden-Zolder 2016 - Under-23: 32º
Bieles 2017 - Under-23: 26º
- Campionati del mondo di mountain bike

Hafjell-Lillehammer 2014 - Cross country Junior: 29º
Nové Město na Moravě 2016 - Cross country eliminator: 10º
Nové Město na Moravě 2016 - Cross country Under-23: 42º

### Competizioni europee
- Campionati europei su strada

Tartu 2015 - In linea Junior: 31º
Alkmaar 2019 - In linea Under-23: ritirato
Drenthe 2023 - In linea Elite: ritirato
Limburgo 2024 - In linea Elite: ritirato
- Campionati europei di mountain bike

Darfo Boario Terme 2017 - Cross country eliminator: 17º
Darfo Boario Terme 2017 - Cross country Under-23: 48º